# Poronin Misiagi
Poronin Misiagi – kolejowy przystanek osobowy w Poroninie, w województwie małopolskim, w Polsce.
W maju 2022 r. PKP Polskie Linie Kolejowe ogłosiły przetarg na budowę z terminem realizacji w roku następnym. Przystanek został uruchomiony 22 grudnia 2023 roku.

## Ruch pasażerski
| Rok  | Wymiana pasażerska na dobę |
| ---- | -------------------------- |
| 2024 | 0-9                        |